# Everybody Loves a Happy Ending
Everybody Loves a Happy Ending ist das sechste Studioalbum der britischen Band Tears for Fears. Es erschien am 14. September 2004 in den Vereinigten Staaten und am 7. März 2005 in Europa.

## Entstehungsgeschichte
Die Verwendung des Liedes Mad World für eine Filmmusik führte die zerstrittenen Roland Orzabal und Curt Smith im Jahr 2000 wieder zusammen. Das Lied wurde von Tears for Fears geschrieben, von Gary Jules und Michael Andrews für den Film Donnie Darko aus dem Jahr 2001 neu interpretiert und 2003 als Single veröffentlicht. Smith und Orzabal begannen 2000 zusammen mit dem Songschreiber und Produzenten Charlton Pettus mit den Kompositionen für das Album, nachdem L.A. Reid sie für Arista Records verpflichtet hatte. Die Veröffentlichung war ursprünglich für 2003 geplant. Mit dem Weggang von Reid von Arista zu Def Jam Recordings wurden diese Pläne fallengelassen und das Duo trennte sich von Arista, um das Album auf verschiedenen Labels in den Vereinigten Staaten und Europa zu veröffentlichen. Das Album-Cover wurde von Alan Aldridge gestaltet.

## Rezeption
James Christopher Monger rezensierte das Album für die Musikdatenbank Allmusic mit vier von fünf möglichen Sternen: „lovers of intricately arranged and artfully executed pop music will find themselves delightfully consumed by another chapter from this enigmatic group“ (dt.: Liebhaber von kompliziert arrangierter und kunstfertig ausgeführter Popmusik werden sich durch ein weiteres Kapitel von diesem rätselhaften Duo in Entzücken versetzt fühlen).

## Titelliste
| #   | Titel                          | Autor(en)              | Länge |
| --- | ------------------------------ | ---------------------- | ----- |
| 1.  | Everybody Loves a Happy Ending | Orzabal, Pettus, Smith | 4:21  |
| 2.  | Closest Thing to Heaven        | Orzabal, Smith, Pettus | 3:36  |
| 3.  | Call Me Mellow                 | Orzabal, Smith, Pettus | 3:39  |
| 4.  | Size of Sorrow                 | Orzabal                | 4:43  |
| 5.  | Who Killed Tangerine?          | Orzabal, Smith, Pettus | 5:33  |
| 6.  | Quiet Ones                     | Orzabal                | 4:22  |
| 7.  | Who You Are                    | Smith, Pettus          | 3:41  |
| 8.  | The Devil                      | Orzabal                | 3:30  |
| 9.  | Secret World                   | Orzabal                | 5:12  |
| 10. | Killing With Kindness          | Orzabal, Smith, Pettus | 5:25  |
| 11. | Ladybird                       | Orzabal, Smith, Pettus | 4:50  |
| 12. | Last Days on Earth             | Orzabal, Smith, Pettus | 5:41  |

Bonustracks auf europäischen Editionen:
| #   | Titel           | Autor(en)                         | Länge |
| --- | --------------- | --------------------------------- | ----- |
| 13. | Pullin' a Cloud | Orzabal, Dorsey, MacLeod          | 2:48  |
| 14. | Out of Control  | Orzabal, Smith, Pettus, Griffiths | 5:10  |